# أفيشام (فلم 2024)
أفيشام ( بالإنجليزية: Aavesham، يُترجم حرفيًا "الإثارة") هو عبارة عن فيلم أكشن كوميدي هندي باللغة المالايالامية صدر عام 2024، إخراج جيثو مادهافان وإنتاج نظرية ناظم وأنور رشيد. الفيلم من بطولة فاهداه فاسيل في الدور الرئيسي، ويسانده هيبزستر وميثون جاي شانكار وروشان شانافاس وساجين جوبو، بينما يظهر ميدهوتي ومنصور علي خان في الأدوار الثانوية. الموسيقى من تأليف سوشين شيام، بينما تولى التصوير السينمائي والمونتاج سمير ظاهر وفيفيك هارشان.
صدر فيلم أفيشام في 11 أبريل 2024 ولاقى استحسان النقاد مع الثناء على اتجاهه وعروضه (خاصة فاهداه فاسيل وساجين جوبو) وتسلسلات الحركة والتصوير السينمائي والموسيقى والجوانب الفنية. حقق الفيلم نجاحًا كبيرًا، حيث حقق أكثر من 156 كرور روبية مقابل ميزانية قدرها 30 كرور روبية. يحتل الفيلم حاليًا رابع أعلى فيلم مالايالامي ربحًا على الإطلاق، ثالث أعلى فيلم مالايالامي ربحًا لعام 2024، خامس أعلى فيلم مالايالامي ربحًا لعام 2024 بالإضافة إلى أحد أعلى الأفلام الهندية ربحًا لعام 2024.

## الروابط الخارجية
- أفيشام  في قاعدة بيانات الأفلام على الإنترنت (بالإنجليزية)